# Bredåkra
Bredåkra är en by i Ronneby kommun, belägen strax norr om kommunens huvudort Ronneby och strax väster om tätorten Kallinge med F 17 Kallinge samt söder om Hasselstad. I närheten ligger den civila flygplatsen Ronneby Airport. En av de mer framträdande byggnaderna i Bredåkra är Bredåkra kyrka, ritad av arkitekten Herbert Kockum.

## Militär förläggningsplats
Bredåkra hed var under perioden från 1888 till 1905 övningsplats för Blekinge bataljon och Karlskrona grenadjärregemente. Platsen ansluter till Bredåkras östra sida, kallad Björkehed som idag ingår i Kallinges bebyggelse. Den gamla lägerplatsen är idag utpekad som kulturhistorisk lämning med Riksantikvarieämbetets beteckning RAÄ Ronneby 930 med flera lämningar. Till förläggningsplatsen fanns en lägergata med flera träbyggnader så som officersmäss, sjukstuga och kaserner. På den öppna heden fanns även skjutbanor i anslutning till Björkehed.

## Smalspårig järnvägsknut
Bredåkra var tidigare en järnvägsstation vid Bredåkra–Tingsryds Järnväg och även en knutpunkt till Mellersta Blekinge järnväg. Stationsbyggnaden finns fortfarande kvar, även om de smalspåriga järnvägarna sedan länge lagts ned och längs Blekingekusten ersatts med Blekinge kustbana.

## Bredåkra kyrkogård
Bredåkra herrgård har tillhört släkten Wrede af Elimä varav Casper Wrede lät grunda Bredåkra kyrkogård där även släktgraven finns kvar. Anläggningsarbetet för den då nya kyrkogården påbörjades år 1858 och pågick sedan till 1861. Det skulle dock dröja över 70 år innan arbetet med en ny kyrka inleddes 1936 och fram till 1939 innan Bredåkra kyrka stod klar för invigning.